# Dulantzi / Alegría
Dulantzi / Alegría (baskiska: Dulantzi) är en kommun i Spanien. Den ligger Álavaprovinsen i södra delen av den autonoma regionen Baskien i norra delen av landet, 280 km norr om huvudstaden Madrid. Antalet invånare är 2 971 (2024). Arean är 19,95 kvadratkilometer. Dulantzi / Alegría gränsar till Arraia-Maeztu, Barrundia, Bernedo, Burgelu / Elburgo och Donemiliaga / San Millán. 